# Дракула (фильм, 2014)
«Дракула» (англ. Dracula Untold) — дебютный фильм режиссёра Гари Шора по сценарию Мэтта Сазамы и Берка Шарплесса, рассказывающий историю происхождения Дракулы. В главной роли — Люк Эванс. Премьера в США состоялась 10 октября 2014 года, в России — 9 октября 2014.

## Сюжет
В 15 веке Влад Дракула был князем Валахии и Трансильвании. В детстве он был заложником при дворе султана Османской империи и прошел военную подготовку в элитном корпусе янычар, где стал самым грозным воином, заслужив прозвище «Влад Колосажатель, сын Дракона», но ужаснулся от осознания своих деяний и отказался от своего прошлого.
Теперь Влад спокойно правит своими владениями, но его солдаты обнаруживают в ручье шлем и опасаются, что османский разведывательный отряд готовится к вторжению. Ручей ведет к горе Сломанный Клык, на вершине которой находится пещера, устланная обломками костей. В пещере на них нападает человекоподобное существо, которое убивает свиту Влада. Самому Владу с трудом удается сбежать и вернуться в свой замок, где он узнает от брата Лукиана, монаха Румынской православной церкви, что это существо - вампир; однажды полководец римских легионов по имени Калигула был обманут демоном ради власти, но в качестве платы за это попал в ловушку в пещере. Влад празднует православную Пасху со своей женой Миреной и сыном Ингерасом, когда в замок прибывает османский отряд, его эмиссар требует в качестве дани для обучения в качестве янычар султана Мехмеда II мальчиков, в том числе сына Влада.
В отчаянии Влад возвращается на гору Сломанный Клык, чтобы обратиться за помощью к Мастеру Вампиру. Существо предлагает ему свою кровь, которая временно наделит Влада способностями вампира. Если он сможет сопротивляться желанию пить человеческую кровь в течение трех дней, он снова превратится в человека; в противном случае он навсегда останется вампиром, и древний вампир будет освобожден. Влад принимает предложение и получает сверхъестественные способности, а также способность превращаться в стаю летучих мышей. Когда он возвращается в замок, османская армия атакует его, но Влад в одиночку убивает их всех. Затем он отправляет большинство подданных в монастырь Козия ради безопасности.
Той же ночью османская армия атакует монастырь. Влад управляет огромной стаей летучих мышей, чтобы отразить нападение; однако солдаты на самом деле являются лишь приманкой, позволяя горстке турок проникнуть в монастырь, убить многих обитателей и похитить Ингераса. Мирена пытается защитить своего сына и падает с края монастырской стены. Несмотря на свою сверхчеловеческую скорость, Влад не успевает добраться до нее вовремя. Умирая, Мирена умоляет Влада выпить ее кровь, чтобы у него хватило сил спасти их сына. Влад с крайней неохотой пьет ее кровь, окончательно превращается в вампира и получает еще большие способности, при этом освобождая Мастера Вампира из его пещеры, разрушая магическую печать, удерживающую его в заточении. Влад возвращается в монастырь и превращает выживших в вампиров, прежде чем наколдовать черные грозовые тучи, закрывающие солнце.
В лагере османской армии Мехмед готовится к массированному вторжению в христианскую Европу. Влад и его вампиры прибывают, скрытые сильной грозой, и убивают всех солдат, в то время как сам Влад отправляется за Мехмедом, который держит Ингераса в плену. Зная, что серебро ослабляет вампиров, Мехмед выложил пол своей палатки серебряными монетами и сражается серебряным мечом. Он побеждает Влада и готовится пронзить его сердце деревянным колом, но Влад превращается в стаю летучих мышей и ускользает от него. Он убивает Мехмеда колом и пьет его кровь. Однако, когда Влад возвращается к своей армии вампиров вместе с Ингерасом, его облегчение превращается в ужас, когда он понимает, что его подданные потеряли свою человечность и хотят убить Ингераса, чтобы выпить его кровь. Когда группа приближается к ним, появляется Лукиан и отгоняет вампиров своим крестом, чтобы спасти Ингераса. Влад со слезами на глазах прощается со своим сыном, прежде чем толкнуть его в безопасные объятия монаха. Затем он рассеивает грозовые тучи, так что все вампиры, включая его самого, сгорают и умирают. Однако человек, который ранее заметил природу Влада и предложил ему свою службу, оттаскивает его тело подальше от солнечного света и капает своей кровью на губы Влада, возвращая вампира к жизни. Ингерас коронован как новый князь Валахии.
В наши дни Влад встречает на улицах современного Лондона женщину по имени Мина, которая, вероятно, является реинкарнацией Мирены. Когда они уходят вместе, Мастер Вампир наблюдает за ними издалека.

## В ролях
| Персонаж                 | Актёр             |
| ------------------------ | ----------------- |
| князь Влад III / Дракула | Люк Эванс         |
| Мирена / Мина            | Сара Гадон        |
| султан Мехмед II         | Доминик Купер     |
| цыган Шкелгим            | Зак Макгоуэн      |
| адмирал Хамза-бей        | Фердинанд Кингсли |
| генерал Омер-бей         | Джозеф Лонг       |
| Казан                    | Уильям Хьюстон    |
| янычар Яркоглазый        | Тор Кристьянссон  |
| Ингерас                  | Арт Паркинсон     |
| Мастер Вампир            | Чарльз Дэнс       |
| Димитру                  | Диармэйд Мурта    |
| старейшина деревни       | Дж. Дж. Мерфи     |
| монах Лукиан             | Пол Кэй           |

Все сцены с участием Саманты Баркс, сыгравшей молодую Бабу-Ягу, были вырезаны из фильма.

## Создание
В 2007 году Universal Pictures наняла режиссёра Алекса Пройаса снимать фильм «Дракула: Год нулевой». В качестве продюсера выступил Майкл Де Лука, а съёмки фильма должны были проходить в Австралии. Позже Universal Pictures приостановила создание фильма из-за высокого бюджета, и Пройас ушёл из проекта. 10 февраля 2012 Deadline.com объявил, что ирландский режиссёр Гари Шор ведёт переговоры с Universal Pictures о постановке фильма. Было подтверждено, что сценарий нового «Дракулы» написали Мэтт Сазама и Берк Шарплесс. 20 мая 2013 Первый министр Северной Ирландии Питер Робинсон и заместитель Первого министра Мартин Макгиннесс объявили, что, съёмки «Дракулы» начнутся в августе в Северной Ирландии. Фильм будет сниматься три месяца с августа по ноябрь и получит финансовую поддержку Northern Ireland Screen. Производство будет находиться в Белфасте, а съёмки будут проходить в различных местах Северной Ирландии.
27 января 2010 было объявлено, что Сэм Уортингтон ведёт переговоры, чтобы сыграть Дракулу, а также, что съёмки начнутся в 2011. 19 августа Уортингтон подтвердил, что он сыграет главную роль в фильме. 10 февраля 2012 Deadline.com сообщил, что Уортингтон выбыл из фильма. 8 апреля 2013 актёр Люк Эванс, заменив Сэма Уортинтона, получил роль Влада Цепеша. 2 мая 2013 Сара Гадон получила главную женскую роль в фильме. 8 мая 2013 Variety сообщил, что Доминик Купер ведёт переговоры о присоединении к актёрскому составу. 11 июля 2013 Зак Макгоуэн подписался на роль Шкелгима, главу цыган. 26 июля 2013 Саманта Баркс присоединилась к актёрскому составу в роли Бабы-Яги. Помимо Баркс, в актёрский состав вошли Чарли Кокс, Фердинанд Кингсли, Уильям Хьюстон и Тор Кристьянссон в роли Яркоглазого — янычара Османской империи. Также Арт Паркинсон получил роль Ингераса, сына Дракулы.
Съёмки фильма начались 5 августа 2013 в Парке Ро Вэлли Кантри. Производственная компания получила разрешение снимать сцены в парке только два дня — 5 и 6 августа. Остальные съёмки проходили по всей Северной Ирландии.

## Тёмная вселенная
Дракула должен был стать первым фильмом Темной Вселенной, попыткой создать современную кинематографическую вселенную, основанную на классических сериях Монстров Universal, что подтверждал актёр Люк Эванс, заявляя, что его персонаж появится в будущих фильмах. Однако, с момента выхода фильма и смешанных отзывов, связь фильма с «Темной Вселенной» была отвергнута, и фильм «Мумия», снискавший много меньшую благосклонность критиков и публики, был объявлен первым фильмом из серии.

## Музыка
Музыка, которую Рамин Джавади написал для фильма, была выпущена студией Backlot Music 7 октября на CD. Джавади был выбран для написания музыки к фильму после его работы в фильмах «Железный человек» и «Битва титанов».
| №   | Название                 | Длительность |
| --- | ------------------------ | ------------ |
| 1.  | «Prologue»               | 2:26         |
| 2.  | «Dracula Untold»         | 2:13         |
| 3.  | «Mirena»                 | 2:40         |
| 4.  | «Sultan Mehmed»          | 2:46         |
| 5.  | «The Handover»           | 2:27         |
| 6.  | «Eternal Love»           | 2:28         |
| 7.  | «Janissary Attack»       | 2:17         |
| 8.  | «Broken Tooth»           | 5:31         |
| 9.  | «Hand O' Bats, Pt. 1»    | 2:43         |
| 10. | «Hand O' Bats, Pt. 2»    | 2:14         |
| 11. | «This Life and the Next» | 3:10         |
| 12. | «Son of the Dragon»      | 2:20         |
| 13. | «The Brood»              | 2:20         |
| 14. | «Three Days»             | 1:41         |
| 15. | «Son of the Devil»       | 4:26         |
| 16. | «Lord Impaler»           | 3:45         |
| 17. | «Vlad vs. 1000»          | 1:50         |
| 18. | «The Silver Tent»        | 4:45         |
| 19. | «I Will Come Again»      | 4:45         |
| 20. | «Epilogue»               | 3:19         |

## Выпуск
25 апреля 2013 Universal Pictures объявила, что премьера фильма в США назначена на 8 августа 2014. 4 месяца спустя стало известно, что премьера перенесена на 3 октября 2014. Позже дату премьеры фильма вновь перенесли — на 17 октября 2014. В сентябре премьеру сместили на 10 октября 2014.

## Критика
Реакция критиков на фильм была средней, с негативным оттенком. На сайте-агрегаторе Rotten Tomatoes картина имеет рейтинг 25 % на основании 138 критических отзывов. На сайте Metacritic рейтинг фильма составляет 40 из 100 на основании 30 отзывов.
Фрэнк Шек из The Hollywood Reporter сказал: «Этот ошибочно понятый проект в основном сигнализирует о необходимости вернуться к чертежной доске». Алан Шерштуль из The Village Voice раскритиковал фильм, написав: «Это было скучно». Саймон Адамс, пишущий для веб-сайта Роджера Эберта, дал фильму оценку 2,5 из 4 вместе со средним отзывом: «Если вы можете выборочно игнорировать моменты бессмысленности, то сможете найти в фильме некоторые существенные земные удовольствия». Кайл Андерсон из Entertainment Weekly поставил фильму оценку «C» и написал: «Он не работает ни как масштабный исторический эпос, ни как гибрид боевика и ужасов». Дауд из The A.V. Club сказал: «Это ни Дракула, который нам нужен, ни тот, которого мы заслуживаем». Кинокритик Мик ЛаСалль из San Francisco Chronicle дал фильму 2 звезды из 4 и написал, что «„Дракула“ объединяет элементы из других более популярных фильмов. Тем не менее, фильм лучше, чем можно было ожидать». Даниэль Крупа из IGN сказал, что фильм « превращает знаменитого вампира в темного супергероя», и назвал его «стремительным» и «поверхностным».